# Maurizio Cavazzoni
Maurizio Cavazzoni (Guastalla, 25 agosto 1940) è un allenatore di calcio ed ex calciatore italiano, di ruolo attaccante.

## Carriera

### Giocatore
Cresciuto nella Reggiana, con cui esordì in Serie B, negli anni sessanta, visse varie stagioni in Serie C. Acquistato dal Catania nel 1968, giocò due anni in B con i siciliani. Nel secondo anno è stato protagonista della promozione in Serie A. Successivamente ha giocato in Serie C con la SPAL ed in Serie D con il Latina per una stagione.
Con gli etnei ha disputato 7 gare nella stagione 1970-71. Ha totalizzato inoltre 79 presenze e 14 reti in Serie B con Reggiana e Catania.

### Allenatore
Ha allenato il Velletri dal 1979 al 1981.

## Palmarès

### Giocatore

#### Competizioni nazionali
- Serie D: 1

Latina: 1972-1973